# Wolja Erichsen
Wolja Erichsen (* 21. November 1890 in Kopenhagen; † 25. März 1966 in Frederiksberg) war ein dänischer Ägyptologe mit der Spezialisierung auf die Koptologie und insbesondere die Demotistik. Er gehörte zu den bedeutendsten Demotisten des 20. Jahrhunderts.

## Leben und Leistungen
Wolja Erichsen wurde als Sohn eines Schiffskapitäns geboren. An der Universität Kopenhagen studierte er Orientalische Sprachen und schloss sein Studium 1923 mit dem Magistergrad ab. Die Demotische Sprache wurde ihm von Kurt Sethe nahe gebracht. Zwei Jahre später wurde er in Berlin Mitarbeiter am Ägyptischen-Wörterbuch-Projekt, was er bis 1944 blieb. Neben Hermann Grapow war er der wichtigste Mitarbeiter bei der Erstellung des zweiten Bandes. 1933 erschien seine Neubearbeitung der Neuägyptischen Grammatik von Adolf Erman. Zwischen 1937 und 1960 publizierte Erichsen Sammlungen mit demotischen Lesestücken mit Wörterverzeichnissen und Schriftlisten. Sie waren lange Zeit als allgemeine Lehrbücher in Benutzung und finden zum Teil heute noch Verwendung. Daneben bearbeitete und edierte er eine große Zahl an Dokumenten, darunter Orakelfragmente sowie mythologische, literarische und medizinische Texte, aber auch Rechtsurkunden. Dank seiner kalligraphischen Fähigkeiten war er auch für das Erscheinungsbild des Ägyptischen Wörterbuchs mitverantwortlich, dessen Äußeres er maßgeblich mitgestaltete. Auch das handschriftliche Manuskript fertigte er. 1948 wurde Erichsen für fünf Jahre Honorarprofessor an der Universität Mainz und war damit der erste Vertreter des Faches an der Mainzer Universität nach 1945, auf ihn folgte Erich Lüddeckens. Dort gab er auch Privatunterricht, etwa für Ursula Kaplony-Heckel, die ihrem Lehrer sogar bis nach Kopenhagen folgte. 1955 wurde er Lektor für Koptisch an der Kopenhagener Universität, die ihn im Alter von 72 Jahren 1963 zum Professor für Ägyptologie machte.
Zwei von Erichsen begonnene Projekte konnte er nicht mehr zu Ende führen; sie wurden erst dank der Initiative von Erichsens Mitarbeiter Erich Lüddeckens lange nach dessen Tod fertiggestellt: ein Lexikon der demotischen Personennamen sowie die Publikation von Papyri aus Hawara. Die Demotischen Urkunden aus Hawara wurden 1998 veröffentlicht, das Demotische Namenbuch zwischen 1980 und 2000. Er war Mitglied der Mainzer Akademie der Wissenschaften und der Literatur. 1939 wurde ihm die Berliner Leibniz-Medaille verliehen.

## Schriften
- Faijumische Fragmente der Reden des Agathonicus Bischofs von Tarsus. A. F. Höst & Sön, Kopenhagen 1932
- Papyrus Harris I. Hieroglyphische Transkription.  Ed. de la Fondation Egyptologique Reine Elisabeth, Brüssel 1933
- Demotische Lesestücke. Hinrichs, Leipzig 1937–1940
- Demotische Orakelfragen. Ejnar Munksgaard, Kopenhagen 1942
- Auswahl frühdemotischer Texte zum Gebrauch im akademischen Unterricht sowie zum Selbststudium zusammengestellt. Ejnar Munksgaard, Kopenhagen 1950
- Eine ägyptische Schulübung in demotischer Schrift. Ejnar Munksgaard, Kopenhagen 1948 (Historisk-filologiske meddelelser, Band 31, Nr. 4)
- mit Siegfried Schott: Fragmente memphitischer Theologie in demotischer Schrift (Pap. demot. Berlin 13603). Verlag der Akademie der Wissenschaften und der Literatur (Steiner), Mainz (Wiesbaden) 1954 (= Abhandlungen der Akademie der Wissenschaft und der Literatur. Geistes- und sozialwissenschaftliche Klasse. Jahrgang 1954, Nr. 7).
- Demotisches Glossar. Ejnar Munksgaard, Kopenhagen 1954
- Eine neue demotische Erzählung. Verlag der Akademie der Wissenschaften und der Literatur (in Kommission bei Steiner), Mainz (Wiesbaden) 1956 (= Abhandlungen der Akademie der Wissenschaft und der Literatur. Geistes- und sozialwissenschaftliche Klasse. Jahrgang 1956, Nr. 2).
- Die Satzungen einer ägyptischen Kultgenossenschaft aus der Ptolemäerzeit. Nach einem demotischen Papyrus in Prag. Ejnar Munksgaard, Kopenhagen 1959 (Historisk-filologiske skrifter, Band 4, Nr. 1)
- Eine demotische Schenkungsurkunde aus der Zeit des Darius. Verlag der Akademie der Wissenschaften und der Literatur (Steiner), Mainz (Wiesbaden) 1963 (= Abhandlungen der Akademie der Wissenschaft und der Literatur. Geistes- und sozialwissenschaftliche Klasse. Jahrgang 1962, Nr. 6).

## Belege
1. ↑  Das Digitalisierte Zettelarchiv und das Wörterbuch der ägyptischen Sprache
2. ↑   Institut für Ägyptologie und Altorientalistik. Geschichte des Instituts (Memento vom 18. November 2013 im Internet Archive)
3. ↑  Ursula Kaplony-Heckel: Land und Leute am Nil nach demotischen Handschriften, Papyri und Ostraka. Gesammelte Schriften Teil 1. Harrassowitz, Wiesbaden 2009, ISBN 978-3-447-06011-0 (Ägyptologische Abhandlungen, Band 71), S. XIII

| Personendaten    | Personendaten                                                              |
| ---------------- | -------------------------------------------------------------------------- |
| NAME             | Erichsen, Wolja                                                            |
| KURZBESCHREIBUNG | dänischer Ägyptologe mit der Spezialisierung auf Koptologie und Demotistik |
| GEBURTSDATUM     | 21. November 1890                                                          |
| GEBURTSORT       | Kopenhagen                                                                 |
| STERBEDATUM      | 25. März 1966                                                              |
| STERBEORT        | Frederiksberg                                                              |